# Adam Beard
Adam James Beard (Swansea, 7 gennaio 1996) è un rugbista a 15 britannico, internazionale per il Galles, che gioca nel ruolo di seconda linea nella franchigia degli Ospreys in Pro14.

## Biografia
Beard si formò rugbisticamente nel Birchgrove RFC, club dell'omonimo paese situato nelle vicinanze di Swansea. Nel 2014 entrò nell'orbita della franchigia gallese degli Ospreys, con cui debuttò nella Coppa Anglo-Gallese dello stesso anno; nel frattempo iniziò anche a giocare la Welsh Premier Division con l'Aberavon, squadra nella quale trascorse tre stagioni. Il suo esordio nel Pro14 avvenne nella partita contro i Glasgow Warriors durante l'annata 2015-2016 e, subito dopo, firmò il suo primo contratto da professionista con gli Ospreys. Il suo minutaggio con la franchigia crebbe pian piano portandolo ad ottenere un rinnovo biennale alla fine della stagione 2017-2018.
A livello internazionale, Beard esordì con la nazionale under-20 gallese durante il Sei Nazioni under-20 del 2015, anno in cui giocò anche il mondiale di categoria. Anche nel 2016 fu presente nella selezione giovanile, con la quale ottenne il grande slam al sei nazioni, mentre la sua Coppa del Mondo finì alla prima giornata a causa di una squalifica di nove settimane inflittagli per aver messo le dita negli occhi ad un avversario. Fu convocato per la prima volta nel Galles in occasione del tour nelle isole del Pacifico del 2017, durante il quale esordì dalla panchina nella vittoria contro Samoa; nello stesso anno scese in campo per la prima volta da titolare con la nazionale nel test match di novembre contro la Georgia. Nel 2018 giocò tutti gli incontri della tournée estiva in Argentina e tutte le amichevoli di fine anno. Il ct Warren Gatland lo inserì nella squadra gallese per affrontare il Sei Nazioni 2019, torneo nel quale disputò tutti gli incontri (quattro da titolare) ed ottenne la vittoria finale con Grande Slam.

## Palmarès
- Sei Nazioni: 1
Galles: 2019